# Epsilon Eridani b
Epsilon Eridani b, còn gọi là AEgir  [sic], là một ngoại hành tinh cách Trái Đất xấp xỉ 10,5 năm ánh sáng. Nó quay quanh sao Epsilon Eridani trong chòm sao Ba Giang ở khoảng cách 3,5 AU trong 7,6 năm và có khối lượng bằng 0,6 lần Sao Mộc. Hành tinh này được phát hiện vào năm 2000, và cho đến nay vẫn là hành tinh duy nhất đã được xác nhận của hệ hành tinh này. Tính đến  năm 2023, cả Extrasolar Planets Encyclopaedia và NASA Exoplanet Archive đều liệt kê hành tinh này là 'đã xác nhận'.

## Tên gọi
Hành tinh này và sao chủ của nó là một trong những hệ hành tinh được chọn bởi Liên đoàn Thiên văn Quốc tế cho dự án NameExoWorlds, một quá trình để công chúng chọn ra tên riêng cho các ngoại hành tinh và sao chủ (đối với những chủ thể chưa có tên riêng). Quá trình này bao gồm việc đề cử và bỏ phiếu công khai để chọn ra cái tên mới. Tháng 12 năm 2015, IAU thông báo những cái tên thắng cuộc là AEgir [sic] (phát âm là /ˈiːdʒər/ [Anh hóa] hoặc /ˈeɪjɪər/, gần giống với từ Bắc Âu cổ là Ægir) (cho hành tinh) và Ran (cho sao chủ của nó). James Ott, 14 tuổi, chính là người đề xuất những tên gọi này.
Vệ tinh Aegir của Sao Thổ cũng được đặt tên theo nhân vật thần thoại Ægir, và có cách đánh vần khác nhau chỉ bởi cách viết hoa.

## Phát hiện
Một nhóm các nhà khoa học Canada đã nghi ngờ về sự tồn tại của Epsilon Eridani b vào đầu thập niên 1990, nhưng những quan sát của họ lại không đủ chắc chắn để khẳng định điều đó. Sau này, vào ngày 7 tháng 8 năm 2000, hành tinh chính thức được phát hiện bởi một nhóm các nhà khoa học do Artie Hatzes dẫn đầu. Họ cho rằng hành tinh này có khối lượng bằng 1,2 ± 0,33 lần Sao Mộc, với khoảng cách trung bình tới sao chủ là 3,4 AU. Những người quan sát, trong đó có Geoffrey Marcy, cho rằng cần có thêm thông tin về hành vi nhiễu Doppler của ngôi sao được tạo ra bởi từ trường lớn và biến thiên của nó trước khi có thể xác nhận sự hiện diện của hành tinh này.
Năm 2006, Kính viễn vọng không gian Hubble đã thực hiện các phép đo thiên văn và xác nhận sự tồn tại của hành tinh. Các quan sát này chỉ ra rằng AEgir có khối lượng gấp 1,5 lần Sao Mộc và nằm trên mặt phẳng của đĩa bụi xung quanh ngôi sao. Ngoài ra, hành tinh này có quỹ đạo lệch tâm với độ lệch là 0,25 hoặc 0,7.
Trong khi đó, Kính viễn vọng không gian Spitzer đã phát hiện một vành đai tiểu hành tinh cách ngôi sao khoảng 3 AU. Năm 2009, một nhóm các nhà thiên văn học tuyên bố rằng độ lệch tâm được đề xuất của hành tinh và vành đai này không nhất quán: hành tinh có thể băng qua vành đai và nhanh chóng dọn dẹp các vật chất của nó. Epsilon Eridani b và vành đai bên trong có thể được điều hòa nếu vật chất của vành đai đó đến từ vành đai sao chổi bên ngoài (cũng được biết là có tồn tại).
Các nhà thiên văn học tiếp tục thu thập và phân tích dữ liệu vận tốc xuyên tâm, đồng thời tinh chỉnh các giới hạn trên có được từ non-detection (tạm dịch: phi phát hiện) thông qua phương pháp chụp ảnh trực tiếp, đối với Epsilon Eridani b. Một bài báo được công bố vào tháng 1 năm 2019 đã cho thấy giá trị độ lệch tâm quỹ đạo nhỏ hơn các ước tính trước đây, vào khoảng 0,07, phù hợp với quỹ đạo gần tròn và rất tương đồng với độ lệch tâm của quỹ đạo Sao Mộc là 0,05. Điều này đã giải quyết vấn đề về sự ổn định đối với vành đai tiểu hành tinh bên trong. Các phép đo được cập nhật cũng bao gồm những ước tính mới cho khối lượng và độ nghiêng của hành tinh, vào khoảng 0,78 lần Sao Mộc nhưng do độ nghiêng đã bị ràng buộc kém ở 89°, nên đây chỉ là ước tính sơ bộ về khối lượng tuyệt đối. Nếu thay vào đó, hành tinh chuyển động cùng độ nghiêng với đĩa sao (34°), như Benedict và đồng nghiệp từng đề xuất vào năm 2006, khối lượng của nó sẽ là 1,19 lần Sao Mộc.
Sử dụng dữ liệu thu thập được từ Kính thiên văn robot của Đài quan sát Hải quân Mỹ (URAT), cộng với dữ liệu trước đó từ sứ mệnh Hipparcos và dữ liệu Gaia EDR3 vừa được công bố, một nhóm các nhà khoa học tại Đài quan sát Hải quân Mỹ tin chắc rằng họ đã xác nhận sự tồn tại của một ngoại hành tinh với chu kỳ dài quay quanh Epsilon Eridani.
Một bài báo xuất bản vào tháng 10 năm 2021 xác định rằng, sử dụng các phép đo thiên văn tuyệt đối từ Hipparcos, dữ liệu Gaia DR2 và các phép đo vận tốc xuyên tâm mới từ những bức ảnh sử dụng vortex coronagraph Ms-band Keck/NIRC2, Epsilon Eridani b có khối lượng bằng 0,65 lần Sao Mộc, độ lệch tâm gần bằng 0,055, khoảng cách trung bình đến sao chủ là khoảng 3,53 AU và độ nghiêng là 78°. Những phát hiện tương tự đã được công bố trong một bài báo vào tháng 7 năm 2021, xác định khối lượng tối thiểu của nó là 0,651 lần Sao Mộc, bán trục lớn của hành tinh là 3,5 AU với độ lệch tâm là 0,044. Một bài báo khác vào tháng 3 năm 2022 cho kết quả độ nghiêng là 45°, thấp hơn các ước tính trước đây, với khối lượng bằng 0,63 lần Sao Mộc và độ lệch tâm là 0,16.